# Écoles italiennes de Belgique
Les écoles italiennes de Belgique ont vu le jour au cours du XXe siècle essentiellement à Bruxelles et dans le sud du pays, en Wallonie. Aujourd'hui dissoutes, ces écoles accueillaient les enfants issus de l'immigration italienne dans le cadre de la politique d’encadrement menée par Mussolini. En pratique, les instituteurs y enseignaient, dans une large mesure, la culture italienne.

## Contextualisation
Après la Première Guerre mondiale, la Belgique n'a pas perdu de temps dans sa reconstruction, notamment sur le plan socio-économique. En effet, elle a décidé de remettre en service les usines et les sociétés de charbonnages mais s'est heurté à une main-d'œuvre insuffisante. Puisque la main-d'œuvre belge était désireuse de grimper sur l'échelle sociale, cette dernière refusait de travailler dans l’extraction du charbon dans les mines à cette période. 
Pour pallier ce manque de main-d'œuvre, en 1920, la Belgique et l’Italie ont mis en place une politique de recrutement collectif qui a eu pour conséquence d’accroître la main-d'œuvre — qui provient essentiellement d’Italie et de Pologne — dans les mines belges.
Le 27 juin 1935, la Belgique signait un accord commercial avec l’Italie permettant de garantir du travail pour 4 700 Italiens dans les mines belges en échange de quoi, l'Italie s’engageait à acheter un million de tonnes de charbon à la Belgique.   
Après la Seconde Guerre mondiale, la Belgique souhaite relancer son économie et se heurte, à nouveau, au refus des travailleurs belges de descendre dans les mines. Pour répondre à cette insuffisance de main-d'œuvre, le gouvernement d’Achille Van Acker s'est donc tourné vers l’Italie pour combler cette carence en travailleurs. Cela aboutira, le 23 juin 1946, à la signature d’un protocole d’accord prévoyant l'envoi de 50 000 travailleurs italiens. Entre 1946 à 1952, ce ne sont pas moins de 130 000 travailleurs et 36 000 membres de leurs familles qui ont décidé de quitter l’Italie pour la Belgique.

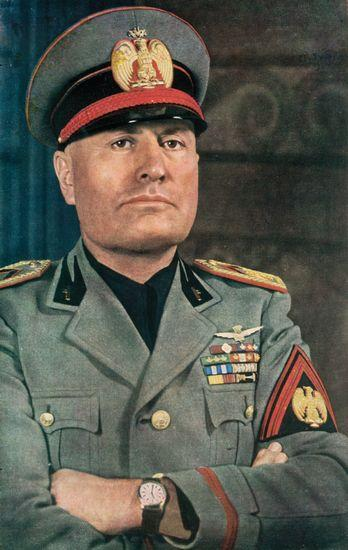
Portrait de Benito Mussolini, Homme d'État italien et fondateur du fascisme.

## Aspect politique
En 1922, lorsque Mussolini arrive au pouvoir, il fait du contrôle et de l’encadrement des Italiens « un fondement du projet totalitaire fasciste ».
Dès son arrivée au pouvoir, le Grand conseil fasciste compte mettre fin à l’assimilation des Italiens envoyés à l’étranger. Pour ce faire, l'Italie a mis en place une politique d’assistance permettant aux autorités d’avoir une certaine emprise sur ses ressortissants à l’étranger. L’objectif visé par cette politique était double : il visait d’une part, à empêcher les émigrés de « rejoindre les organisations antifascistes et les syndicats » et, d’autre part, à pousser ces derniers « dans la politique de prestige national ».
En Belgique, la politique d'encadrement menée par le gouvernement italien visait également les enfants émigrés. À cette fin, les autorités italiennes ont mis en place un programme de création ou de parrainage d’école italienne en Belgique visant à transmettre, par l’éducation, les idéaux fascistes de Mussolini. Ainsi, dès 1929, nous allons voir apparaitre différentes écoles italiennes à travers la Belgique et plus particulièrement à Bruxelles et dans le sud du pays.

## Organisation et financement
La première école italienne, créée dans le cadre du programme mis en place par les autorités italiennes s’est établie en 1929 à Bruxelles. Destinée à l’enseignement primaire, elle fut dirigée par des sœurs salésiennes. Dans cette école, on y retrouvait des cours portant sur la religion des grands Saints italiens, l’histoire de la Rome antique et des grandes républiques maritimes italiennes. En somme, on y enseignait tout ce qui permettait de faire naître, chez ces enfants, « la fierté raciale et nationale ».
« Les professeurs venaient d’Italie et tous les cours se donnaient en italien. Il y avait 3 heures de cours de français hebdomadaires. Les cours de religion étaient donnés par les sœurs italiennes (...). Les élèves participaient à l’hommage rendu au cimetière d’Evere aux héros italiens de l’aviation. »
En 1929, une école italienne a également été créée à Charleroi où, là aussi, une saine éducation fasciste était enseignée à la jeunesse italienne. 
« Un bus du Consulat ramassait les enfants à Ransart, Châtelineau, Châtelet, etc. À l’école italienne de Charleroi on devait parler l'italien et payer une amende si on parlait le français, enseigné à raison de 2 heures par semaine. Il y avait à l’école des messes en italien et le cours de religion était donné par un missionnaire italien. Les élèves portaient la chemise noire, devaient faire le salut à la romaine, être porte-drapeau ; en été, ils retournaient en colonie en Italie. »
Dès l’entre-deux-guerres, ce sont les fonctionnaires italiens, travaillant pour la direction générale des Italiens, qui choisissaient, sur la base d’un examen politique, les futurs enseignants qui seraient envoyés dans les différents pays étrangers.  
Dans le cadre de ces écoles italiennes, «  300 instituteurs et institutrices établis en Belgique ont été engagé.e.s par le Consulat italien et par conséquent, ils dépendaient toujours de l'Italie. Par la suite, c'est le Ministère des Affaires étrangères italien qui s'est consacré à la nomination des enseignants et enseignantes et cela a permis au changement de leur statut et une augmentation de salaire ».
Sur le plan financier, l'Italie s'est toujours occupée elle-même du financement des infrastructures scolaires et des traitements des instituteurs. La Belgique n’intervenait donc jamais financièrement dans cet aspect de la politique italienne.

## Localisation et chiffres
En Belgique, « il y avait des écoles italiennes là où la communauté italienne était assez conséquente ». Pour subvenir aux besoins des enfants et leur enseigner la culture fasciste, de nombreux professeurs italiens étaient envoyés en Belgique, par l'État italien, pour mener sa politique depuis l’étranger. 
Entre 1925 à 1933, ce sont environ 150 élèves qui étaient inscrits dans les écoles italiennes installées à Bruxelles, Liège, Charleroi, Tubize, Gand. 

## Évolution et suppression
En 1970, l’existence des écoles italiennes n'était plus motivée par des ambitions politiques, mais bien par la volonté de garder un lien entre les enfants italiens et leur langue natale. Les enfants apprenaient des chansons, réalisaient des sketch, allaient au théâtre le mercredi après-midi et voyageaient à travers la Belgique à la fin de chaque année scolaire. Bien que ces écoles avaient un objectif différent, le financement de ces dernières était toujours supporté par l’Italie sans que la Belgique n’intervienne.
En 1990, par manque de moyens financiers, l'Italie décide de fermer les écoles italiennes.
Aujourd’hui, les écoles italiennes n'existent plus comme elles l'ont été au cours du XXe siècle. Elles existent toujours mais sous une forme plus contemporaine. En effet, les étudiants italiens émigrés en Belgique désirant suivre un cursus  issu du programme d'enseignement reconnu par le Ministère de l'Éducation italien peuvent suivre cet enseignement à l'École européenne Bruxelles-Argenteuil de Waterloo. Il ne s'agit donc plus d'une école propre a une communauté particulière, mais propre à l'ensemble de la communauté européenne. 

## Mouvements de jeunesse et colonies italiennes
A côté des écoles italiennes, nous avions également des mouvements de jeunesse fascistes. Les activités proposées lors des rassemblements étaient distinctes suivant le sexe des participants. En effet, les travaux domestiques étaient destinés aux filles tandis que la construction de petits avions et l’éducation physique étaient réservés aux garçons. Ensemble, ils assimilaient la culture italienne fasciste à travers des cours mais également à travers la propagande cinématographique.  
De manière plus large, une organisation italienne consacrée à tous les jeunes Italiens était mise sur pied en 1926 par Mussolini et se faisait appelée : l'Œuvre Nationale Balilli. Dans ce cadre, des colonies de vacances en Italie étaient organisés pour les jeunes « balilla » âgé de 9 à 21 ans. Ces derniers avaient accès à un séjour — financé par l'État italien — à la mer ou à la montagne. L’accès à ces colonies était cependant conditionné à l’obligation, pour ces jeunes italiens, de fréquenter les mouvements de jeunesse fascistes durant l’année.
En réponse à ces structures mises en place par le gouvernement fasciste de Mussolini, la presse antifasciste a opéré une campagne intense contre les colonies italiennes. Afin d'offrir la possibilité aux parents pauvres d’envoyer leurs enfants dans des camps de vacances sans devoir se soumettre au régime fasciste, les opposants au fascisme décident alors de créer leurs propres colonies de vacances.